# 星雲假說
星雲假說（英語：Nebular hypothesis）是在天體演化學中用以解釋太陽系的形成與演化最被廣泛接受的模型。它提出太陽系是在星雲物質中形成的，這個理論最早是伊曼努爾·康德於1755年發表在自然史和天空理論。起初使用在太陽系的行星系統形成過程，現在更應用在宇宙的工作中。被廣泛接受的變體現代星雲假說是太陽星雲盤假說（solar nebular disk model，SNDM）或簡單的太陽星雲模型。這個星雲假說提供太陽系各種性質的解釋，包括行星軌道接近圓形和共軌道面，和它們的運動方向與太陽自轉方向的一致性。一些星雲假說的元素反映在現代的行星形成，但大多數的元素已經被取代。
依據星雲假說，形成恆星的雲是大質量和濃稠的分子氫－巨分子雲（giant molecular cloud，GMC）。這些雲是引力不穩定，並且物質在內部密集叢生的合併，然後旋轉、坍縮形成恆星。恆星形成是一個複雜的過程，總是先在年輕恆星周圍形成氣體的原行星盤。在某些情況下這可能孕育行星，但尚不清楚。因此，行星系統的形成被認為是恆星形成的自然結果。一顆類似太陽的恆星通常需要100萬年的時間來形成，從原行星盤發展出行星系統還需要再1000萬年。
原行星盤是餵養中心恆星的吸積盤。起初很熱，稍後盤面逐漸變冷，成為所謂的金牛T星階段；此時，可能是岩石和冰的小塵埃顆粒形成。顆粒最終可能凝聚成公里尺度的微行星。如果盤有足夠的質量，增長會開始失控，導致迅速 －100,000年到300,000年－ 形成月球到火星大小的原行星。臨近恆星，原行星會經過暴力的合併，生成幾顆類地行星。這個階段可能要經歷1億年至10億年。
巨行星的形成是一個更複雜的過程。它被認為要越過凍結線才會發生，在哪裡元行星主要由各種類型的冰組成。其結果是，它們會比原行星盤內側的巨大許多倍。原行星形成後的演化並不完全清楚，有些原行星會繼續成長，最終達到5-10地球質量－臨界值，必須開始從盤中吸積氫和氦。由核心積累氣體在開始時是很緩慢的，需要持續數百萬年，但是在原行星的質量達到30地球質量（M🜨），它就會以失控的速率加速吸收。像木星和土星這樣的行星，被認為只要一萬年就能累積如此大量的質量。當氣體耗盡時，吸積就停止了。在形成的期間或形成之後，行星都可以長距離的遷移。冰巨星像是天王星和海王星，被認為是失敗的核心，形成得太晚而盤面幾乎已經消失了。

## 歷史
有證據顯示伊曼紐·斯威登堡在1734年首次提出星雲假說的一部分。1755年，伊曼努爾·康德在斯威登堡所做工作的基础上更進一步，發表《自然史和天空理論》，認為氣體雲星雲緩慢的旋轉、由於重力逐漸崩潰和合併，最終形成恆星和行星。
一個類似的模式由皮埃爾-西蒙·拉普拉斯獨自發展出來，在1796年提出他的Exposition du systeme du monde。他設想，太陽原來是擴展在整個太陽系的炙熱氣體。他的理論特色是收縮和冷卻的原太陽雲 －原太陽星雲。因為冷卻和收縮，它旋轉得更快和變得扁平，投擲出一系列的氣態圓環和物質；並且依他說，行星都從這些材料中形成。他的模型，除了更詳細和規模更小，其它都與康德類似。拉普拉斯的星雲模型在19世紀占了主導地位，但它也遇到一些困難。主要的問題是太陽和行星之間的角動量分配。行星佔有99%的角動量，而此一事實不能用星雲模型來解釋。因此，這個理論的行星形成部分在20世紀初有很大程度被放棄。
主要的批判在19世紀由詹姆斯·克拉克·麥克斯韋提出，他主張環的內層和外層有不同的旋轉速度，使得物質不能凝聚。天文學家大衛·布魯斯特爵士也駁斥說：誰說那些相信星雲理論的人說我們的地球是從太陽的大氣層拋擲出來，之後收縮形成水陸的球體，月球也由同一歷程被投擲出來。他認為根據這種觀點，「月球一定也從地球的水和空氣獲得了一些水和空氣，必須有一些大氣。」布魯斯特宣稱，艾薩克·牛頓爵士的宗教信仰先前認為星雲思想是趨於無神論的，如他所說「新的系統從舊的系統發展出來，但不能從中分享神聖的權力，這看起來似乎很荒謬。」
拉普拉斯模型的失敗激發科學家尋找它的替代品的。在20世紀期間提出了許多新的理論，包括湯瑪斯·張伯倫和弗雷斯·雷·莫爾頓的微行星理論（1901年）、金斯的潮汐模型（1917年）、奧托·施密特的吸積模型（1944年）、威廉·麥克雷的原行星理論（1960年）和邁克爾·沃爾夫最後提出的捕獲說
。在1978年，安德魯·普倫蒂斯復活了最初的拉普拉斯關於行星形成和發展的想法，發展成現代拉普拉斯理論。但這些企圖都沒有完全的成功，許多提出的理論都只是描述性。
現在被廣泛接受的行星形成理論是太陽星雲盤模型（solar nebular disk model，SNDM），其發展可以追溯到蘇聯天文學家維克托·薩夫羅諾夫。他的書《原行星雲的演變與地球和行星的形成》，在1972年被翻譯成英文，對科學家們在行星形成路上的發展有長期持久的影響。幾乎所有存在於行星形成過程的主要問題，在這本書中都有制定和解決。薩夫羅諾夫的想法在發現失控吸積的喬治·威瑟的作品中得到進一步的開發。雖然最初只是適用於太陽系的太陽星雲盤模型，隨後被理論家認為可以適用在整個宇宙。直到目前為止（2016年9月1日），我們在銀河系已經發現（5,125顆）系外行星，也都應用這個理論。

## 太陽星雲模型：成就和問題

### 成就
恆星形成過程中，年輕星體周圍出現吸積盤是很自然的結果。大約100萬的年歲時，恆星可能100%都有這種盤面。這一結論受到原恆星和金牛T星周圍發現氣體和塵埃盤的支持，對這些盤面的觀測顯示塵埃顆粒在短時間（千年）的尺度上，產生和增長1cm大小的顆粒。
現在已經瞭解吸積過程中，如何1公里的微行星長成1,000公里的機構。這一進程中，盤面內任何一處的微行星數量密度必須足夠到在一種失控的方式下進行發展。稍後的增長速度減緩，並繼續進行寡頭式吸積。最終的結果是，取決於與恆星的距離，形成不同大小的行星胚胎。多種模擬的結果證明在原行星盤內側的胚胎會合併，導致形成幾顆地球大小的天體。因此類地行星的出生地被認為是現在極待解決的問題。

### 目前的結果
吸積盤在物理學上遇到一些問題，其中最重要的就是物質如何經由原恆星的吸積，失去其角動量。漢尼斯·阿爾文提出一個可能的解釋是，角動量在金牛T星的階段經由恆星風流出。這些動量經由盤內的黏滯應力攜帶至盤面外。黏度通常是宏觀的湍流，但產生這種動盪的確切機制尚不清楚。另一種角動量流失的可能過程是磁阻尼，通過恆星磁場的自旋而傳輸入盤面的周圍。負責流失主要過程的是盤面中的氣體黏滯擴散和光子的蒸發。
微行星的形成是星雲盤模型未能解決的最大問題。如何由1cm大小的顆粒凝聚成1Km的微行星仍然是個謎。這個機制似乎是為什麼一些恆星有行星，而有些恆星卻一無所有，塵埃帶是這個問題的關鍵。
巨行星形成的時間尺度也是一個重要問題。舊的理論並不能解釋其核心如何能從快速消失的原行星盤形成和積累足夠大量的氣體。盤面的平均生命期通常小於1,000萬年（107）年，顯然小於核心形成所必需的時間。對解決個問題已經有了很大的進展，目前的巨型形成模型可以在400萬年或更短的時間內形成木星（或質量更大）這樣的行星，很好的短於氣體盤面的平均壽命。
巨行星形成的另一個潛在問題是軌道遷移。一些計算表明，與盤面的交互作用可以導致快速的向內移動，如果不停止，結果是這顆行星只能達到中間的區域，成為質量是次木星的天體。更為最近的計算顯是在遷移過程中的盤面演化可以減緩這個問題。

## 恆星和原行星盤的形成

### 原恆星

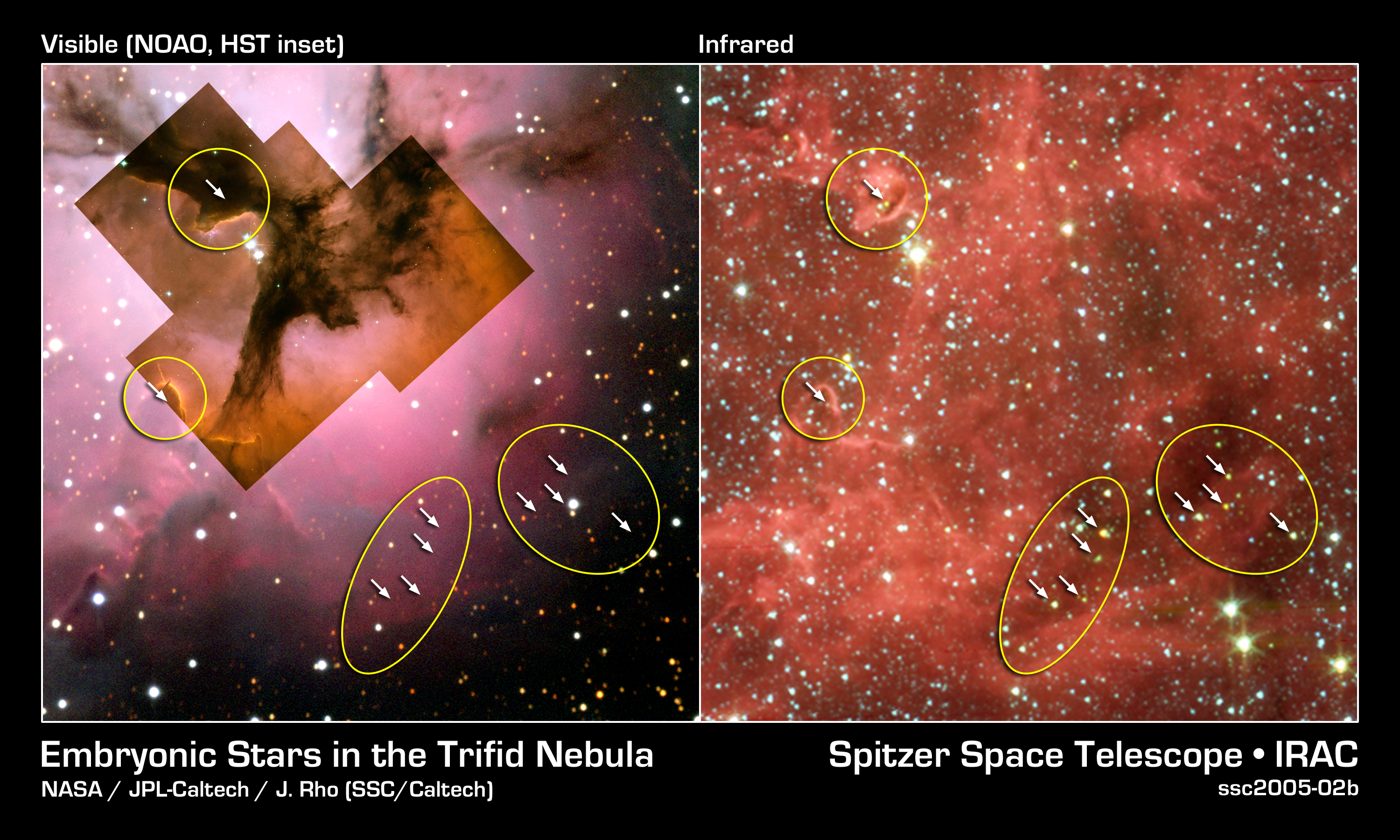
可見光（左）和紅外線（右）看見的三裂星雲影像 －位於5,400光年外，在人馬座的一個巨大恆星形成區的塵埃雲。

恆星被認為是在巨雲內部的冷分子氫－大約有30萬太陽質量（M☉）和直徑20秒差距大的巨分子雲－ 形成。數百萬年來，巨分子雲會傾向坍縮和碎裂。這些碎片隨後形成小而密的核心，然後坍縮成為恆星。核心的質量範圍從太陽的一部份到數倍都有可能，並被稱為原恆星雲。它們的直徑從0.01-0.1秒差距（2,000－20,000AU），和粒子密度大約是 10,000－100,000 cm−3。
太陽質量的原恆星雲的初始坍塌需要大約10萬年。每個星雲開始時都有一定量的角動量。氣體位於星雲的中間與相對較低的角動量，經歷了快速壓縮並形成含有原始星雲一小部分質量和大量原始星雲熱流體靜力的（未收縮）核心，這個核心形成將來成為恆星的種子。隨著坍縮的進行，角動量守恆意味著扁平的發展與越來越快的轉速，這很大程度的阻止了氣體直接吸積到中央的核心。相反的，氣體被迫在赤道平面的附近向外展開，形成盤狀，並反過來吸積至核心。核心的質量逐漸增長，直到它成為年輕、炙熱的原恆星。在這個階段，原恆星和它的盤面被外面的外殼重重的遮蔽住，並不能直接觀察到。事實上，殘餘的外殼是不透明的，即使毫米波輻射也被阻絕在它的內部而難以逃逸出來。這種天體在觀測上是非常明亮的冷凝體，它主要的輻射是毫米波和次毫米波（太赫茲波），它們以光譜分類被歸類為0原恆星。坍縮往往伴隨著雙極性流 －噴流－ 沿著推測的盤自轉軸面發散。這些噴流經常出現在恆星形成區（參見HH天體）。0原恆星的光度非常高 －太陽質量的輻射可能高達太陽的100倍。能量的來源是引力坍縮，而其核心還未熱到能夠開始核融合反應。

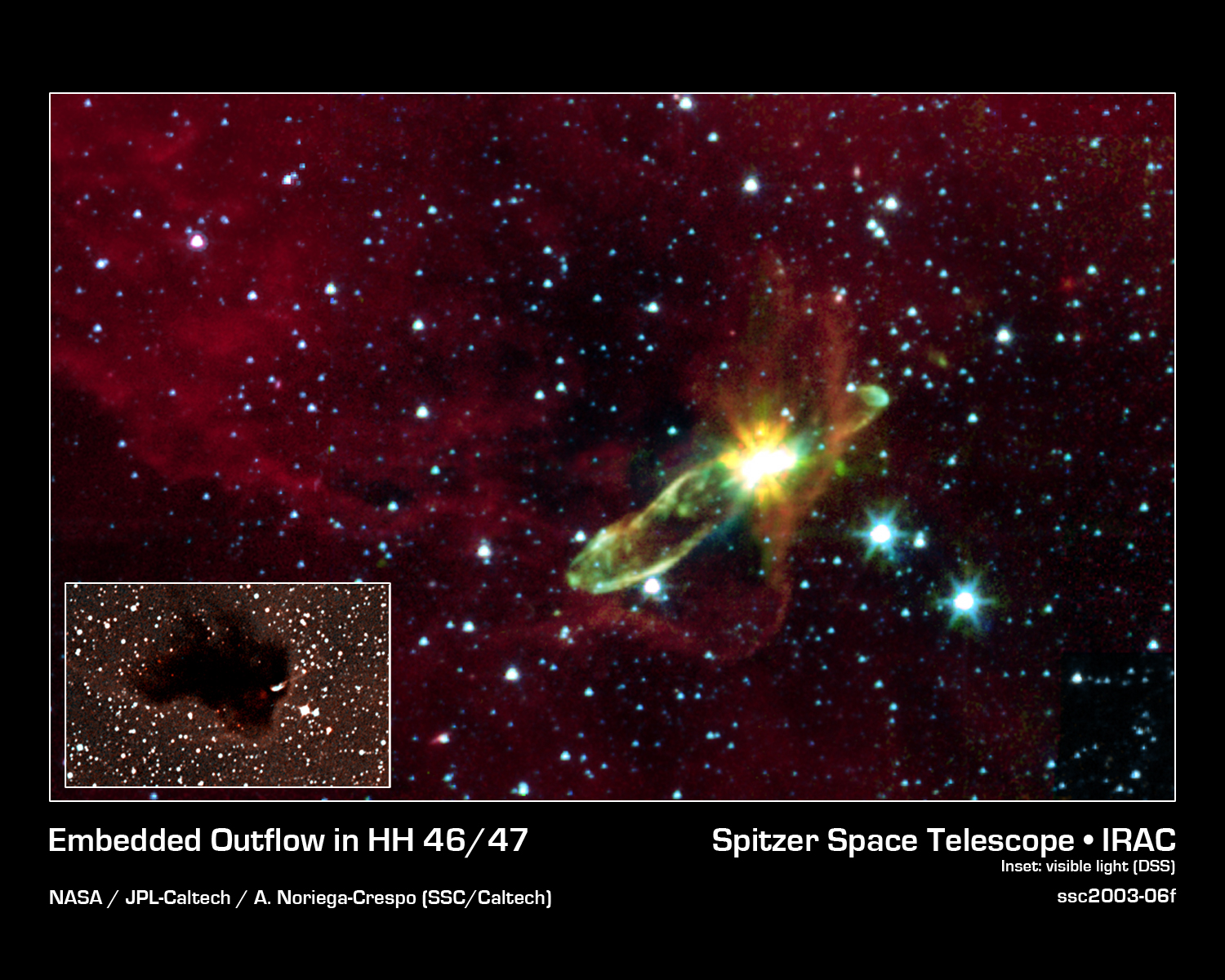
來自隱藏的新生恆星HH46/47的分子流紅外線影像。

隨著物質不斷的流入盤中，外殼最終變得稀薄和透明，初期恆星體變得可見，最初在在遠紅外線，後來在可見光也可見。在這時間，原恆星開始融合氘，如果原恆星有足夠的質量（大約80木星質量），就會繼續融合氫。換言之，如果原恆星的質量太低，它就只能成為棕矮星。這顆新恆星的誕生大約發生在坍塌之後100,000年，在這個階段的天體是第一級原恆星，也稱為金牛T星，或初期恆星體。這時，形成中的恆星已經增生了大部分的質量：盤面和外殼的總質量不會超過中心的初期恆星體（YSO）質量的10-20%。
在下一個階段，外殼會完全消失，全部被盤面吸收，原恆星成為傳統的金牛T星。這大約發生在之後的100萬年。環繞著傳統金牛T星盤面的質量大約是恆星質量的1-3%，每年增生的速度大約是10−7至10−9 M☉，通常也會存在成對的雙極噴流。吸積可以解釋傳統金牛T星所有的獨特屬性：強流量的發射譜線（高達恆星本質亮度的100%）、磁活動、光度的變化和噴流。發射線實際上是增生的氣體打擊在恆星「表面」形成的，它圍繞著磁極出現。噴流是吸積的副產品：他們帶走了角動量。傳統的金牛T星階段至少大約1,000萬年。盤面最終因為吸積至中心的恆星、行星形成、噴流的拋射和紫外線的光致蒸發而消失。其結果是，年輕恆星成為弱線金牛T星，非常緩慢的，超過數億年，演變成普通的，類似太陽的恆星。

### 原行星盤

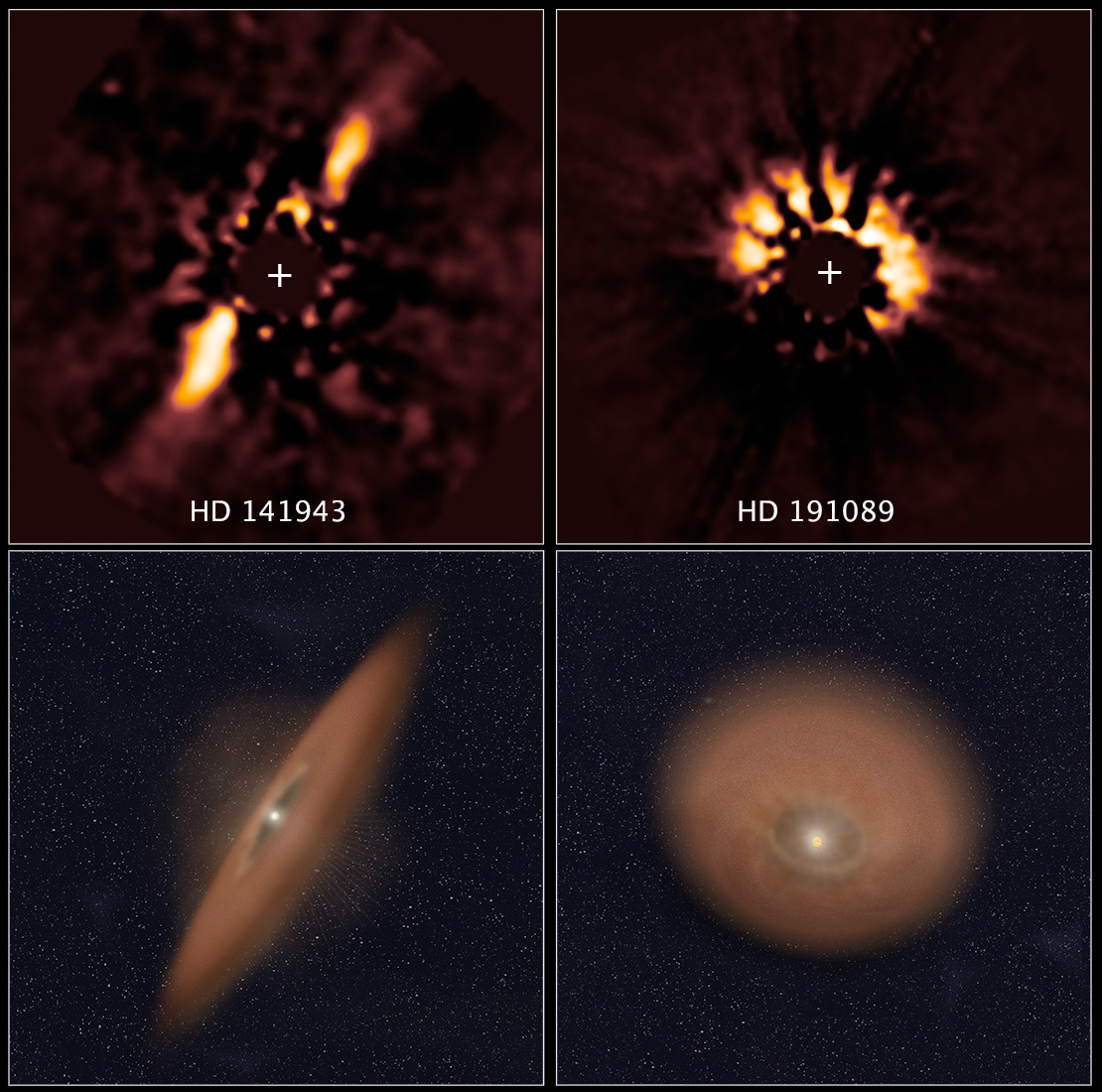
使用改進的成像處理，在哈伯太空望遠鏡的檔案照片中檢測到年輕恆星HD 141943和HD 191089的岩屑盤（2014年4月24日）。

在某些情況下的盤面，在此可以稱為原行星盤，可能形成行星系 。在年輕的星團周遭，觀察到有很高部分的恆星周圍有原行星盤環繞著。它們從恆星開始形成時就存在，但在最初階段由於周圍的外殼不透明而觀測不到。分類為0原恆星的盤面質量暨大且熱，它是餵養中心恆星的吸積盤，在距離中心5AU以內，溫度可以很容易的超過400K，在1AU以內更會超過11,000K。盤內的熱主要來自湍流黏度的耗散和從星雲侵入的氣體 。在內盤的高溫造成多數的揮發性物質 －水、有機物和一些岩石蒸發，留下的多數是像鐵元素這樣的耐火材料。冰只能存在盤面的外側部分。

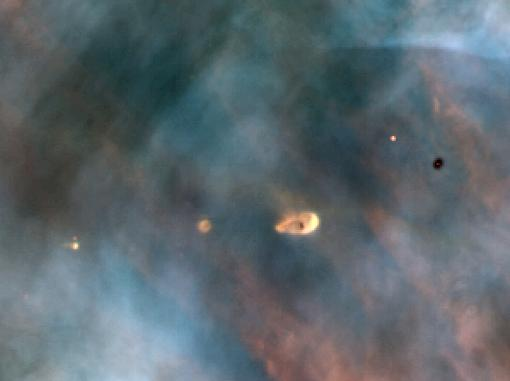
在獵戶星雲中形成的原行星盤。

吸積盤在物理學上的主要問題是湍流的產生和負責高有效黏度的機制。紊亂的黏滯性被認為是負責運輸質量治裝央恆星和動量至盤面外圍。這對吸積至關重要，因為氣體只有失去了大部分的角動量，才能被中央的原恆星吸積，而這必須依靠少量向外漂流的物質來完成。這一過程的結果是原恆星和吸積盤的半徑都不斷地增加，如果星雲的初始角動量夠大，吸積盤的半徑可以達到1,000AU。在許多恆星形成區，像是獵戶星雲，經常觀測到巨大的吸積盤。
吸積盤的使用壽命大約是1,000萬年左右。這時段，恆星達到成為傳統金牛T星，盤面變薄和冷卻。靠近中心的低揮發性的物質開始凝聚，形成0.1－1μm的塵埃顆粒，其中包括矽酸鹽結晶。從外盤進入的物質會與這些新形成的塵粒和原始物混合，其中包含有機物質和其它揮發性物質。這種混合可以解釋組成太陽系天體的一些特點，像是在原始的隕石含有星際的顆粒，以及彗星夾雜著耐熔材料。

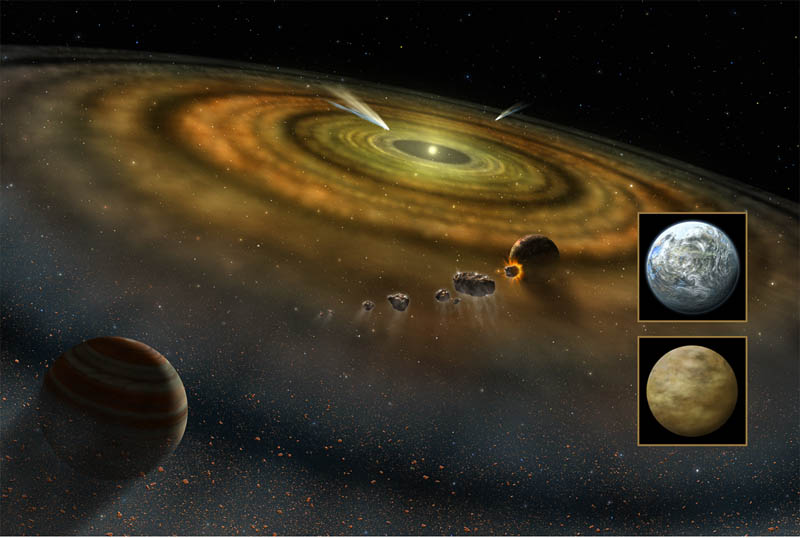
不同的行星形成過程：環繞在非常年輕的AV恆星繪架座β周圍的，包括系外彗星和其它微行星（NASA藝術家的概念）。

塵埃顆粒在盤面的環境中傾向彼此密集，形成較大 －幾個釐米大小－ 的顆粒。在年輕盤面的紅外光譜觀察到粉塵形成和凝固的特徵，進一步聚集導致形成1公里跨度會更大的微行星，形成建造行星的構造塊。微行星的生成是盤面物理未解決的問題，因為隨著塵埃粒子的增長，簡單的膠黏變得無效。
一種形成的假設是肇因於引力不穩定性。幾釐米大小或更大的顆粒很緩慢的在盤面中央慢慢成形，形成一個非常薄的平面 －厚度小於100公里－ 和緻密層。這一層是引力不穩定的，和可能分段成好幾塊，並依序坍縮成為微行星。然而，氣體盤面和靠近中央平面的固體有著不同的速度能夠產生亂流，阻止盤面變薄，和由於引力不穩定而產生碎屑。這可能會限制微行星通過引力不穩定性在盤片形成固體濃度增加的地點。
另一種可能形成行星的機制是衝流不穩定性。在軌道上被粒子拖曳的氣體會感受到阻力產生的回饋作用，造成局部濃度的增長。在逆風中這些濃稠地區氣體中較小的顆粒顯然會被向後推擠。這些濃稠區域因而可以在軌道上更快的運動，並且有著較小的徑向漂移。當這些濃稠區域趕上孤立的微粒，便會將這些顆粒加入；或是這些粒子進入其中導致質量的增加。最終，這些濃稠區形成大量細絲的碎片，並經由引力坍縮形成尺度比小行星更大的微行星。
行星的形成也可以由盤面本身的引力不穩定觸發，從而導致其分裂成團簇。如果它們足夠稠密，其中的一些會坍縮，這會造成氣態巨行星，甚至棕矮星在1,000年的時間尺度內迅速形成。如果這些團簇因為坍縮造成的潮汐力向內遷移，就會產生顯著的質量損失（潮汐減縮），留下一個較小的身軀。然而，這只能在大質量的盤面發生 －通常要超過0.3 M☉。 比較下，典型的盤面質量為0.01–0.03 M☉。由於大質量的盤面是很罕見的，因此這種機制的行星形成被認為是罕見的。另一方面，這種機制可能在棕矮星的形成中起著重要的作用。

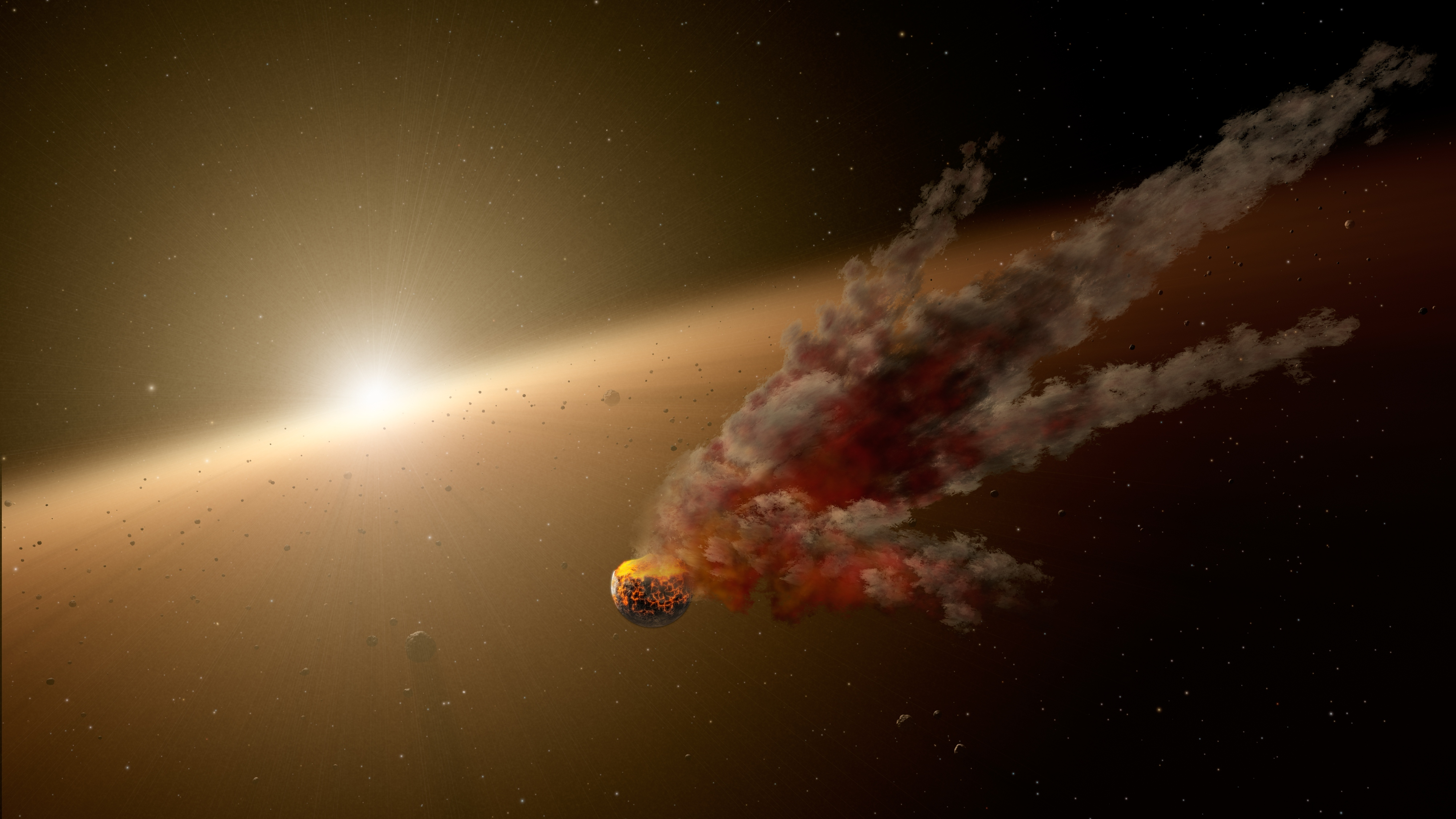
小行星碰撞 －建造行星（藝術家的概念）。

由許多不同的機制觸發，原行星盤最終都將耗散。盤面內側的部分不是由恆星滋生，就是由雙極噴流彈出。而外側的部分可以在恆星，或鄰近的其他恆星，強大的紫外線輻射下，在金牛座τ的階段蒸發。在中心部分的氣體，不是被增生的行星吸積，就是被噴流彈射，而小顆粒的塵埃粒子則由中心恆星輻射壓逐出。最後剩下的不是行星系統，就是一個沒有行星的殘留塵埃盤，如果星子沒有形成，就甚麼都沒有。
由於星子的數量眾多，並且散布在整個原行星的盤面上，有些會在行星系統形成時倖存下來。小行星被認為是倖存下來的星子，在形成的過程中不斷地被磨成更小的碎屑；而彗星通常是遠離行星系統的星子。隕石是落在行星表面的星子樣品，提供了太陽系形成時期大量的資訊。原始型態的隕石是被粉碎的低質量星子，沒有經歷 行星分化的熱作用，而經歷過的隕石是從大質量的星子分離出來的碎片。

### 岩石行星
根據太陽星雲盤模型，岩石行星在雪線內側的原行星盤內，溫度高到足以阻止水冰和其它揮發物形成顆粒的區域形成。這會導致純粹的岩石顆粒微行星絮凝，在後來形成岩石行星。這種情況被認為也存在類太陽恆星盤面，距離中央恆星3〜4AU的距離處。
在微行星成長至 －大約1公里直徑－ 某一尺度，形成一種或是另一種的失控吸積開始。它被稱為失控是因為質量的增長率正比於R4~M4/3，此處的M和R別是增長天體的質量和半徑。很明顯的（除以質量）當質量增加時半徑急遽的增加，這將導致較大的天體比小的更優先生長。失控的吸積持續10,000年至100,000年之間，結束時最大的天體直徑大約超過1,000公里。吸積放緩是因為大天體受到剩餘的微行星擾動所導致的。此外，大天體的停止生長，也深深地影響到小天體。
下一階段被稱為寡頭吸積。它的特徵是最大的天體挾其優勢控制數以百計的小天體 －以繼續緩慢的增大，只有這最大的繼續成長。在這個階段，吸積率正比於R2，這就是該寡頭推導出的截面 。具體的吸積率正比於M−1/3；隨著該天體的質量而衰退。這使得較小的寡頭可以趕上較大的。寡頭之間的距離保持在10·Hr （Hr=a(1-e)(M/3Ms)1/3是希爾半徑，此處a是半長軸，e是軌道離心率，和Ms是中央的質量。），彼此互相不受到對方的影響。它們的軌道離心率和傾角仍然很小。寡頭繼續成長，直到在它們附近盤面的微行星被耗盡。有時，鄰近的寡頭會合併。寡頭的最終質量取決於其與恆星的距離和周圍的微行星密度，稱為隔離質量。對於岩石行星，它需要達到0.1 M🜨，或是一顆火星的質量。寡頭 段的最終是形成100月球至火星尺度的胚胎行星，分布在大約10·Hr。它們被認為駐留在盤面內與其它行星環隔離開來的空隙內。這個階段可能要持續數十萬年。
岩石行星形成的最後階段是合併階段。它開始時只有少量的微行星才還和胚胎行星有足夠的質量可以擾亂對方，導致它們的軌道成為混沌。在這個階段，胚胎行星開始驅逐剩餘的微行星，並互相碰撞。這一過程持續了1,000萬〜1億年，結果是形成數量有限的地球大小行星。模擬的結果顯示，倖存下來的行星數量是2〜5顆。在太陽系，可以用地球和金星做為代表。這兩顆行星的形成大約需要10〜20顆胚胎行星，同時也有相同當數量的胚胎行星被拋出太陽系。一些胚胎行星被認為小行星帶，被認為替地球帶來了水。火星和水星可視為生存競爭下殘留的胚胎行星。岩石行星，其中有些設法合併，最終或多或少的融入穩定的軌道，解釋了為什麼行星系統有結合的限制。換句話說，為什麼它們總是在不穩定的邊緣。

### 巨行星

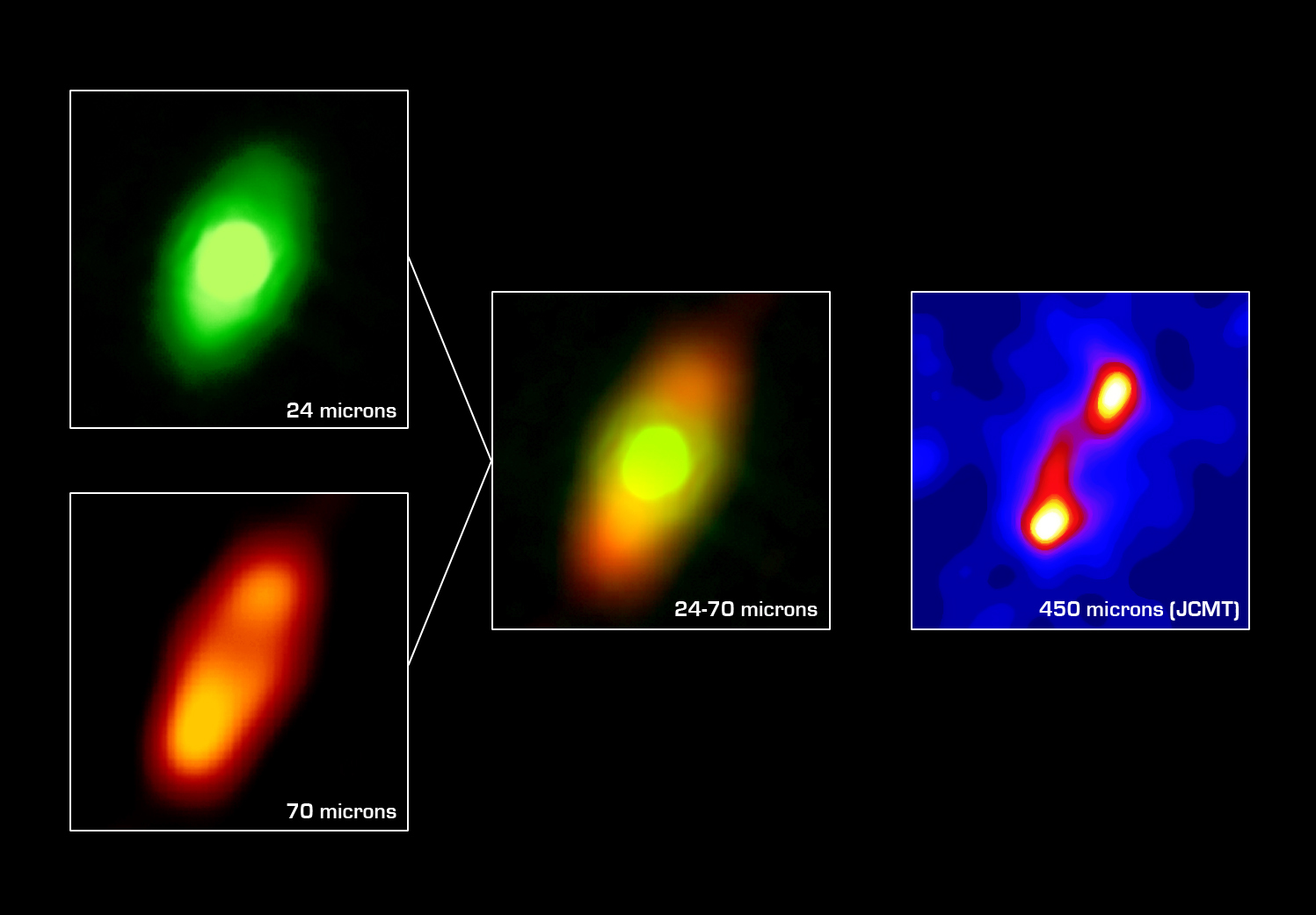
北落師門 －南魚座最亮的恆星－ 周圍的塵埃盤。盤面的不對稱可能是一顆巨行星造成的。

巨行星的形成是行星科學尚未解決的問題。在太陽星雲模型中，對其形成存在兩種理論的框架。第一種是盤面不穩定模型，巨行星是原行星盤中大規模引力碎片造的結果（見上文）。第二種是核心吸積模型，也稱為核的不穩定模型。後者被認為是較有前途的一種，因為它可以解釋相對質量較低盤面（少於0.1 M☉）的巨行星形成。在這個模型，巨行星的形成分成兩個階段：a）核心吸積大約10 M🜨，和b）從原行星盤吸積氣體。任何一種方法也可能導致棕矮星的創建。2011年的調查發現核心吸積可能是佔主導地位的形成機制。
巨行星的核心形成被認為大致是按照類地行星形成，它開始是微行星的失控成長，然後慢慢的成為寡頭階段的星子。假設在不可預測的合併階段，由於在行星系統外層部分的行星胚胎發生撞擊的可能性很低，除此之外的差別是微行星位於雪線之外，主要由冰總成 －冰與岩石的比約為4：1，這使微行星的質量增加了4倍。然而，在木星的距離（5AU）質量最低的星雲在1000萬年內的時間只能形成1–2 M🜨類地行星的核心，而這個時間大約就是環繞類太陽恆星的氣體盤壽命。提出的解決方案包括盤面的腫瘤 －增加10倍就足夠了；原行星的遷移，已允許胚胎吸積更多的微行星；並且最後由於氣體阻力增強吸積，使胚胎有更多的氣體外殼。上述想法的一些組合或許可以解釋向木星，甚至土星這些氣態巨行星核心的形成。像天王星與海王星的形成問題更多，因為還沒有理論可以提供在20〜30天文單位距離上的核心形成。一個假設是他們最初在木星和土星的區域吸積，然後被彈射遷移到現在的位置。另一種可能解決的方案是通過卵石吸積的巨行星核心增長。吸積直徑落在公分和公尺之間的卵石，使身軀日益增大，因氣體的阻力減緩速度，並以螺旋前進與增生。通過卵石吸積，增生的速率可以是微行星的1,000倍。
一旦核心有足夠大的質量（5–10 M🜨），它們開始從盤面收集氣體。最初，這是一個緩慢的過程，在數百萬年核心的直倆才達到30 M🜨。在那之後，吸積的速率急遽增加，大約在10,000年間就累積90%的質量。當盤面的補給耗盡時，氣體的吸積將會停止，由於原行星盤的密度差距和離散，這種情況的發生是漸進的。在此模型的冰巨星－天王星和海王星－都是失敗的核心：太晚開始吸積氣體，而當時幾乎所有的氣體都已經消失了。後失控氣體吸積階段的特點是新形成的巨行星遷移和繼續緩慢的吸積氣體。遷移是行星位於殘餘盤面的空隙上的交互作用導致的，當原行星盤消失或當它抵達盤面的末端時就停止了。後者的情況對應於所謂的熱木星，那些可能是抵達原行星盤內的空洞，就停止了遷移。

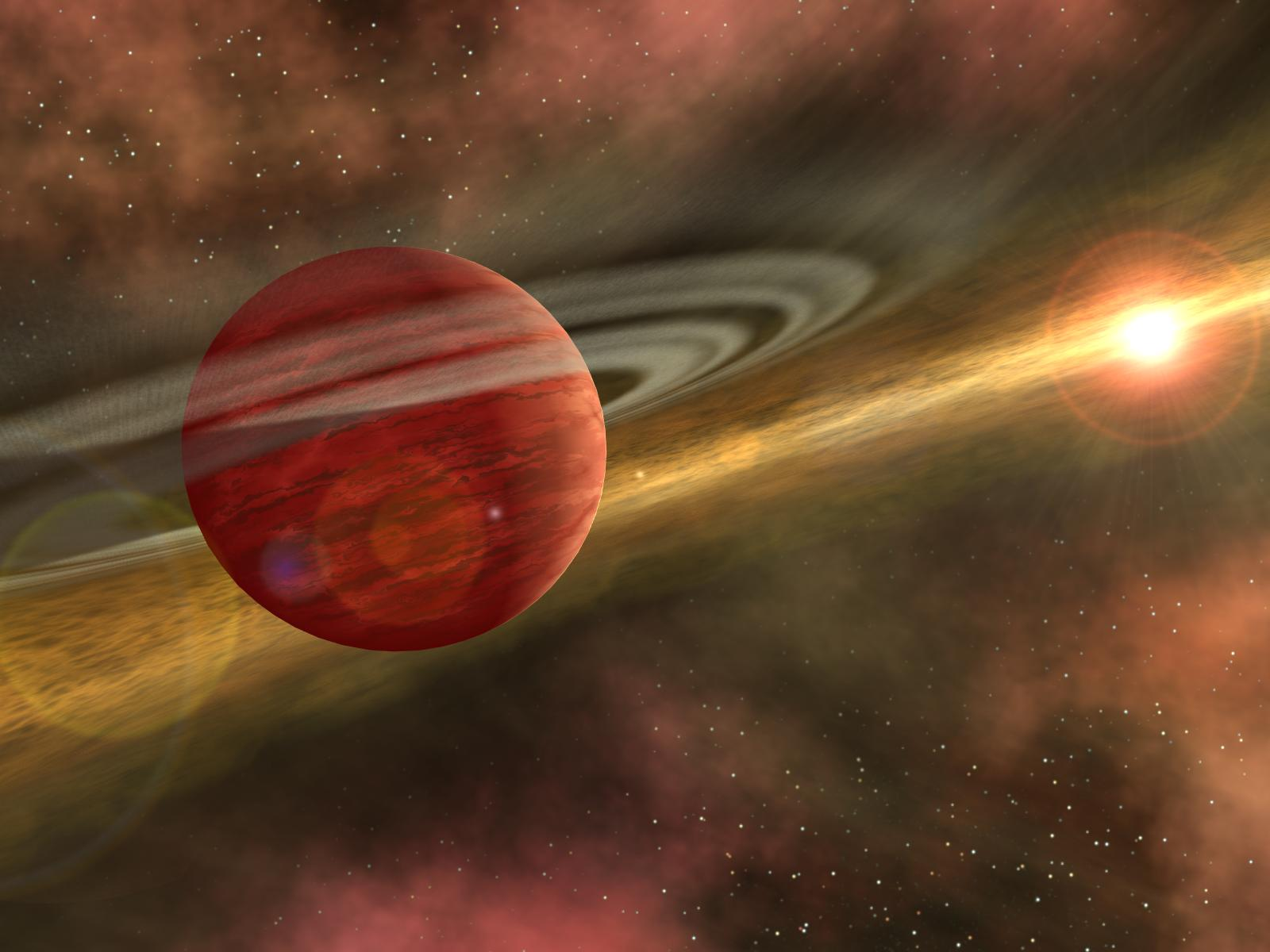
藝術家的概念：行星像陀螺般的通過恆星附近的原行星盤間空隙，於於是形成行星環。

巨行星明顯的可以影響類地行星的形成。巨行星的存在傾向於使內太陽系（距離太陽4AU以內）的微行星和胚胎的離心率和傾角增加（參見（古在機制）。如果巨行星太早形成，它們會減緩或是阻止內行星的吸積。如果它們在寡頭階段結束時才形成，這被認為發生在太陽系中，它們會影響行星胚胎的合併，使它們更為暴力。結果是，類地行星的數目會減少，而質量會增加。此外，系統的尺寸會減小，因為形成的類地行星將更為接近中央的恆星。太陽系巨行星的影響，特別是木星，被認為是有限的，因為它們已經遠離了類地行星。
行星系統會受到毗鄰該區域的巨行星不同方式的影響。在這樣的一個區域，胚胎行星的離心率可能會變得很大，而可能導致它們被驅離出這個系統。如果所有的胚胎行星都被驅離，在這個區域將沒有行星。另一個後果是，大量微小的微行星依然存在，因為沒有胚胎行星的協助，巨行星無法一一的清除它們。剩餘的微行星總質量會很小，因為壯大的胚胎行星和巨行星已經彈射掉99%的小天體。這個區域最後會演化成小行星帶，這完全類比於太陽系的小行星帶，位於距離太陽2〜4天文單位的距離上。

## 吸積的意義
原行星盤中使用的名詞吸積盤導致行星吸積過程的混淆。
原行星盤有時稱為吸積盤，因為年輕的金牛T星像仍在萎縮的恆星，氣體物質仍會不斷地從盤面的內側下降，增生至它的表面。在吸積盤，有淨通量的質量從半徑較大處流向半徑較小處。
無論如何，這意義不能與行星形成的吸積過程混淆。在這方面，吸積指的是冷卻過程，塵埃和冰凝固的顆粒在原行星盤中環繞著原恆星，碰撞和黏結在一起並逐漸增長，包括相當大尺寸的微行星高能量的碰撞過程。
另一方面，這個字的第一個意義是，巨行星可能有它們自己的吸積盤。捕獲的氫和氦氣體雲收縮、轉動、扁平化，和存入氣體進每顆巨大的原行星，而在盤面內的固態物體增生成為巨行星的常規衛星。

## 註解
1. ↑  相較於地球海平面的粒子密度是2.8×1019 cm−3。
2. ↑  金牛T星是質量低於2.5 M☉的年輕恆星，顯示出較活躍的活動。它們可以分為弱線和傳統兩類金牛T星。[37]。後者是有吸基盤和繼續與熱氣體共生，在它們的光譜中展現了強吸收譜線。前者沒有吸基盤，傳統的金牛T星會演變成弱線金牛T星[38]
3. ↑  靠近類地行星區域外側邊緣－距離太陽2.5〜4天文單位－ 的微行星可能累積一定數量的冰，但岩石依然占有主導地位，就像太陽系的主小行星帶 [57]。
4. ↑  As a variant they may collide with the central star or a giant planet.

## 外部連結
- Proctor, Richard A. . . 1879.